# Rockskolan
Rockskolan är en brittisk dokusåpa med Gene Simmons (från hårdrocksbandet Kiss) som programledare.
Det hela börjar med att man får besöka en internatskola som har stränga regler angående vad som spelas på skolan, det vill säga: Rock är totalt förbjudet! Men när skolans nya musiklärare, Gene Simmons, kommer till skolan så är det just det som han ändrar på. Ett antal ungdomar i ålder 12-15 år sätts ihop för att bilda ett rockband. Alla eleverna, som alla hade tidigare musikalisk erfarenhet men då bara av till exempel av fiolspel eller körsång, blir mycket glada och en harmoni sprider sig bland ungdomarna. I det sista avsnittet spelar "Rock School" (bör ej förväxlas med filmen School of Rock) inför fullsatta läktare när de spelar förband till Motorhead.